# Sveti Martin (gmina Sveta Nedelja)
Sveti Martin – wieś w Chorwacji, w żupanii istryjskiej, w gminie Sveta Nedelja. W 2011 roku liczyła 188 mieszkańców.